# Satanas minor
Satanas minor är en tvåvingeart som först beskrevs av Josef Aloizievitsch Portschinsky 1887.  Satanas minor ingår i släktet Satanas och familjen rovflugor. Inga underarter finns listade i Catalogue of Life.